# أسفل سرويت (يهر)

تعديل مصدري - تعديل

أسفل سرويت هي إحدى قرى عزلة يهر بمديرية يهر التابعة لمحافظة لحج، بلغ تعداد سكانها 39 نسمة حسب تعداد اليمن لعام 2004.